# Hans Emil Hirschfeld
Hans Emil Hirschfeld, bekannt geworden als Hans E. Hirschfeld  (* 26. November 1894 in Harburg; † 10. April 1971 in Muri bei Bern, Schweiz), war ein deutscher sozialdemokratischer Journalist, Ministerialbeamter und Politiker.

## Leben und Werk
Hirschfeld war der zweite Sohn des Berliner Arztes und sozialdemokratischen Harburger Senators Emil Hirschfeld, der 1892 im Zusammenhang mit einer ausgebrochenen Cholera-Epidemie nach Harburg kam und sich dort mit seiner Familie niederließ. Der Sohn besuchte bis 1913 das dortige Realgymnasium und schloss mit kleiner Matrikel ab, um ein Studium der Neueren Literaturgeschichte, Philosophie und Geschichte in Berlin und später Göttingen aufzunehmen. Im August 1914 bestand er die Reifeprüfung.
Nach Ausbruch des Ersten Weltkriegs meldete er sich freiwillig zum Militär und diente von Dezember 1914 bis Dezember 1918 als Offizier und Frontkämpfer. 1916 wurde er zum Leutnant der Reserve ernannt. 1919 nahm er sein Studium wieder auf und wurde 1920 mit seiner Dissertation Politische Zeitdichtung in Georg Herweghs‚ Gedichten eines Liebenden‘ zum Dr. phil promoviert. Er wurde Journalist und begann seine Tätigkeit als Redakteur der Fränkischen Tagespost und des Sozialdemokratischen Pressediensts.
Hirschfeld war verheiratet mit Bella Strauß (* 23. Februar 1902 in Mengeringhausen) Am 1. September 1923 wurde die gemeinsame Tochter Dorothea, Dorle bzw. in späteren Jahren Dorothy gerufen, geboren, die Technische Laborantin wurde.
In den Jahren 1924 bis Juli 1932 war er persönlicher Referent des preußischen Innenministers Carl Severing und Pressereferent im Preußischen Innenministeriums, wo er bis 1933 verblieb. 1927 war er der jüngste Ministerialrat Preußens. Als Repräsentant des preußischen Staates war er im Aufsichtsrat verschiedener regierungseigener Gesellschaften. Außerdem war er Mitglied des Redaktionsstabs diverser Zeitschriften und Schriftenreihen.
Im März 1933, unmittelbar nach der Machtergreifung durch die Nationalsozialisten floh er in die Schweiz und wohnte kurz in Zürich, wo er indes wegen antinazistischer Betätigung ausgewiesen und noch im selben Jahr nach Frankreich abgeschoben wurde. Dort fand er wieder Arbeit als Journalist und arbeitete unter anderem für die Pariser Emigrantenzeitung „Deutsche Freiheit“ sowie die „Deutschen Informationen“. 1936 wurde ihm die deutsche Staatsangehörigkeit aberkannt.
Im Jahr 1940 emigrierte er in die USA, wo er bis 1949 unter anderem für das OWI, eine US-Regierungsbehörde zur Verbreitung von Kriegsinformationen und -propaganda während des Zweiten Weltkrieges, tätig war und auch der German Labour Delegation angehörte. 1949 kehrte er nach Berlin zurück, einem Ruf seines alten Freundes Ernst Reuter folgend, der ihn mit leitenden Funktionen im West-Berliner Senat der Nachkriegszeit betraute.
Im Januar 1950 übernahm er die Leitung des Presse- und Informationsamtes des Magistrats von Groß-Berlin, die er bis 1960 innehatte. Dazu war er von 1957 bis 1959 Leiter der Senatskanzlei. 1960 wurde der als Ministerialdirektor in den Ruhestand entlassen. Anschließend war er von 1961 bis 1970 Vorsitzender des Berliner Presse Clubs, des Berliner Pressezentrums, des Deutschen Rundfunkmuseums und stellvertretender Vorsitzender der Deutsch-Englischen Gesellschaft. Er war Vorstandsmitglied der Bürgermeister-Reuter-Stiftung und Mitglied des SFB-Rundfunkrates.
Sein Nachlass befindet sich seit 1971 im Landesarchiv Berlin (E Rep. 200-18).

## Ehrung
- 1959: Ernst-Reuter-Plakette des Landes Berlin

## Veröffentlichungen (Auswahl)
- Politische Zeitdichtung in Georg Herweghs ‚Gedichten eines Liebenden‘. Dissertation zur Erlangung der Doktorwürde an der Philosophischen Fakultät der Hamburgischen Universität. 1921.
- Ein Blick in die Verwaltung. Band 3 von Du und der Staat. Verlag Gersbach, 1920 (hrsg. mit Hans Goslar).
- Politische Zeitdichtung in Georg Herweghs „Gedichten eines Lebendigen“. 1921.
- Herr Ahnungslos geht durch die Stadt. Presse- u. Informationsamt, 1956.
- Die Inselmanns wollen es genau wissen. Presse- u. Informationsamt, 1957.
- Berlin – Schicksal und Sendung. Presse- und Informationsamt des Landes Berlin, 1959.
- Verliert die Ruhe nicht! Presse- u. Informationsamt, 1959.
- Aus Reden und Schriften. 1965 (mit Ernst Reuter und Hans J. Reichardt).
- Ernst Reuter, Schriften, Reden. Band 1, Berlin 1972 (hrsg. mit H. R. Reichhardt).